# لیلو و استیچ
لیلو و استیچ (به انگلیسی: Lilo & Stitch) انیمیشنی آمریکایی در سبک کمدی-درام و علمی تخیلی به کارگردانی کریس سندرز محصول سال ۲۰۰۲ است.

## بازخوردها
لیلو و استیچ تحسین منتقدان را دریافت کرد.
- در راتن تومیتوز گزارش داد که این فیلم بر اساس رای ۱۴۹ نقد، با میانگین امتیاز ۷٫۳ از ۱۰، دارای ۸۷ درصد محبوبیت است.[۶]
- در متاکریتیک بر اساس رای ۳۰ منتقد، میانگین وزنی امتیاز ۷۳ از ۱۰۰ را به فیلم اختصاص داد که نشان دهنده «بررسی‌های عموماً مطلوب» است.[۷]
- تماشاگرانی که توسط سینماسکور نظرسنجی کردند به فیلم نمره متوسط "A" در مقیاس A+ تا F دادند.[۸]